# Agranolamia poensis
Agranolamia poensis là một loài bọ cánh cứng trong họ Cerambycidae.